# Mount Falconer
Mount Falconer ist ein 810 m hoher Berg im ostantarktischen Viktorialand. Er überragt in der Nordwand des Taylor Valley den Fryxellsee zwischen Mount McLennan in der Asgard Range und dem Commonwealth-Gletscher.
Die vom australischen Geologen Thomas Griffith Taylor (1880–1963) geführte Mannschaft bei der Terra-Nova-Expedition (1910–1913) unter der Leitung des britischen Polarforschers Robert Falcon Scott nahm die Benennung vor. Namensgeber ist Robert Alexander Falconer (1867–1943), zu jener Zeit Präsident der University of Toronto.